# Everything Comes and Goes
Everything Comes and Goes – czwarty album amerykańskiej piosenkarki Michelle Branch.
Początkowo "Everything Comes and Goes" miał być albumem długogrającym (LP), jednak później piosenkarka oświadczyła na swoim blogu, że prace nad tym albumem trwają za długo i przez ten czas napisała już nowe piosenki. Z tego względu zdecydowano o wydaniu EC&G jako EP w lipcu 2010 roku oraz o rozpoczęciu prac nad kolejnym albumem.
Wydana płyta zawiera 6 piosenek, w tym najnowszy singiel piosenkarki Sooner or Later, wydany w lipcu 2009.

## Lista utworów
1. "Ready To Let You Go" – 02:55 (Michelle Branch, John Leventhal)
2. "Sooner or Later" – 03:08 (Branch, John Shanks, Hillary Lindsey)
3. "I Want Tears" – 03:34 (Shanks, Lindsey)
4. "Crazy Ride" – 03:45 (Branch, Lindsey)
5. "Summer Time" – 04:14 (Branch, Shanks, Lindsey)
6. "Everything Comes And Goes" – 03:18 (Branch)

## Single
- "Sooner or Later" (2009)

## Darmowe utwory
Po tym jak wytwórnia nie zgodziła się na wydanie całego krążka Michelle postanowiła mimo wszystko podzielić się z fanami nową muzyką i udostępniła kolejne 3 piosenki z albumu na swojej stronie internetowej.
- "This Way" - utwór wydany jako niespodzianka jeszcze przed wydaniem EP (luty 2009)
- "Texas in the mirror" (styczeń 2011)
- "Take a chance on me" (luty 2011)
- "Long Goodbye"- piosenka nagrana wraz z Dwightem Yoakamem (marzec 2011)